# Ermeni Süleyman Paša
Ermeni Süleyman Paša (1607 – 28. února 1687) byl osmanský státník arménského původu. V období od 19. srpna 1655 do 28. února 1656 byl i velkovezírem.
Navštěvoval školu v Endurunu. Sloužil jako guvernér Sivas a později Erzurumu. Oženil se s dcerou sultána Ibrahima I., Ayşe Sultan. Poté, co byl sesazen z pozice velkovezíra, se stal guvernérem Bosenského ejáletu, následně se stal kaymakemem Istanbulu a poté znovu guvernérem Erzurumu. Po své poslední funkci odešel do důchodu a zemřel v Istanbulu.